# آنانیفکا
آنانیفکا (به لاتین: Ananyevka) یک منطقهٔ مسکونی در روسیه است که در سرزمین آلتای واقع شده‌است.